# Ligron
Ligron là một xã thuộc tỉnh Sarthe trong vùng Pays-de-la-Loire tây bắc nước Pháp. Xã này có diện tích 13,5 km2, dân số năm 2006 là 440 người. Nó nổi tiếng với sản phẩm đồ gốm từ thế kỷ 13 và vẫn được sử dụng đến thế kỷ 19.